# 狩野一庵
狩野 一庵（かのう いちあん、生年不詳 - 天正18年6月23日（1590年7月24日））は、戦国時代の武将。後北条氏家臣。
伊豆衆・狩野氏の一族と思われ、佐藤博信により狩野泰光と同一人物であることが判明した。はじめ北条氏康に馬廻りとして仕えるが、永禄11年（1568年）2月10日以降、永禄12年（1569年）11月7日までの間に北条氏照の奉行人となり、主に奏者として氏照支配下の国人衆との連絡役を務めたり、八王子城や滝山城の留守居役などを任されている。
天正10年（1582年）の本能寺の変に際しては、北条氏直が深谷にいた狩野一庵経由で変を知ったと滝川一益に書状を出しているので、滝川勢の及ぶ最前線に配置されていたと思われる。
天正18年（1590年）の豊臣秀吉による小田原征伐では八王子城を守備し、三の丸で討ち死にした。